# Método de passo múltiplo
Métodos de passo múltiplos são utilizados para a soluções numéricas de equações diferenciais ordinárias. Conceitualmente, um método numérico começa a partir de um ponto inicial e, em seguida, leva um pequeno passo para a frente no tempo para encontrar o próximo ponto da solução. O processo continua com os passos subsequentes para mapear a solução. Métodos de uma etapa (como o método de Euler) referem-se a apenas um ponto anterior e sua derivada a determinar o valor atual. Métodos como os Runge-Kutta dão alguns passos intermediários (por exemplo, um meio-passo) para obter um método de ordem superior, mas, em seguida, descartam todas as informações anteriores antes de tomar uma segunda etapa. Métodos de várias etapas tentam ganhar eficiência, mantendo e usando as informações a partir das etapas anteriores, em vez de descartá-las. Consequentemente, os métodos de várias etapas referem-se a vários pontos anteriores e valores derivados. No caso de métodos de várias etapas lineares, uma combinação linear dos pontos anteriores e os valores derivados são utilizados.

## Métodos de Adams-Bashforth

### Definição
Para o problema de valor inicial 
{\displaystyle y'=f(t,y);} {\displaystyle a\leq b;} {\displaystyle y(a)=\alpha }
O método de passo múltiplo de n passos tem uma equação de diferença para encontrar a aproximação de {\displaystyle w_{i+1}} no ponto {\displaystyle t_{i+1}} da malha possui a seguinte equação, onde {\displaystyle n} é um número inteiro maior que 1:
{\displaystyle w_{i+1}=a_{n-1}w_{i}+a_{m-2}w_{i-1}+...+a_{0}w_{i+1-n}+h[b_{n}f(t_{i+1},w_{i+1})+b_{n-1}f(t_{i},w_{i})+...+b_{0}f(t_{i+1-n},w_{i+1-n})]}
para {\displaystyle i=n-1,n,...,N-1,} em que {\displaystyle h=(b-a)/N,a_{0},a_{1},...,a_{n-1}} e {\displaystyle b_{0},b_{1},...,b_{n}} são constantes e {\displaystyle w_{0}=\alpha _{0}}, {\displaystyle w_{1}=\alpha _{1}}, {\displaystyle w_{2}=\alpha _{2}}, {\displaystyle ...}, {\displaystyle w_{n-1}=\alpha _{n-1}} são valores iniciais especificados.
É Chamado de explícito ou aberto quando {\displaystyle b_{n}=0} pois a equação acima apresenta {\displaystyle w_{i+1}} explicitamente em função dos valores já determinados. Já para {\displaystyle b_{n}\neq 0} o método é definido como implícito ou fechado, isso porque {\displaystyle w_{i+1}} ocorre em ambos os lados  da equação da malha e é especificado implicitamente.
Enfim, o método de Adams-Bashforth pode ser definido como um esquema de repetição do tipo:
{\displaystyle y^{(n+1)}=y^{(n)}+\sum _{i=m}^{n}w_{i}f(t^{(n-1)},y^{(n-1)})}
EXEMPLOS:
- Adams-Bashforth de segunda ordem:

{\displaystyle y^{(n+1)}=y^{(n)}+\left({h \over 2}\right)[3f(t^{(n)},y^{(n)})-f(t^{(n-1)},y^{(n-1)})]}
- Adams-Bashforth de terceira ordem:

{\displaystyle y^{(n+1)}=y^{(n)}+\left({h \over 12}\right)[23f(t^{(n)},y^{(n)})-16f(t^{(n-1)},y^{(n-1)})+5f(t^{(n-2)},y^{(n-2)})]}
- Adams-Bashforth de quarta ordem:

{\displaystyle y^{(n+1)}=y^{(n)}+\left({h \over 24}\right)[55f(t^{(n)},y^{(n)})-59f(t^{(n-1)},y^{(n-1)})+37f(t^{(n-2)},y^{(n-2)})-9f(t^{(n-3)},y^{(n-3)})]}
Os métodos de de passo múltiplo evitam as múltiplas etapas do método de Runge-Kutta, mas existe a necessidade de serem iniciados com suas condições iniciais.